# Ken Sema
Ken Nlata Sema (Norrköping, 1993. szeptember 30. –) svéd válogatott labdarúgó, a Páfosz játékosa. Kongói szülők gyermeke és van egy testvére Maic Sema, aki szintén labdarúgó.

## Pályafutása

### Klubcsapatokban
a Norrköping saját nevelésű játékosa, de 2013-ban amikor az első keret tagja lett kölcsönbe került a Sylvia csapatához. A visszatérését követően lejárt a szerződése.  2014-ben a Ljungskile csapatába igazolt. 2016 januárjában az Östersunds szerződtette. A 2016–17-es szezon végén megnyerték a kupát. 2018. február 22-én gólt szerzett az angol Arsenal ellen 2–1-re megnyert Európa-liga tizenhatod döntő visszavágó mérkőzésén. Július 5-én aláírt az angol Watfordhoz. 2019. augusztus 22-én kölcsönbe került az olasz Udinese csapatához. Augusztus 25-én debütált az AC Milan ellen 1–0-ra megnyert bajnoki találkozón. 2024. február 6-án 150. alkalommal lépett pályára a Watford színeiben a Southampton elleni FA-kupa 4. fordulójának visszavágóján. 2025. január 29-én közös megegyezéssel felbontotta szerződését a klubbal. 2025. január 31-én a ciprusi Páfosz szerződtette.

### A válogatottban
2016-ban tagja volt a nyári olimpián részvevő U23-as válogatottnak. 2017. január 12-én mutatkozott be a felnőtt válogatottban Szlovákia ellen. 2021. május 18-án bekerült a 2020-as labdarúgó-Európa-bajnokságra utazó keretbe.

## Statisztika

### A válogatottban
2024. november 19-én frissítve.
| Nemzet     | Év       | Mérkőzés | Gól |
| ---------- | -------- | -------- | --- |
| Svédország | 2017     | 1        | 0   |
| Svédország | 2018     | 5        | 0   |
| Svédország | 2019     | 1        | 0   |
| Svédország | 2020     | 2        | 0   |
| Svédország | 2021     | 4        | 0   |
| Svédország | 2022     | 1        | 0   |
| Svédország | 2023     | 4        | 0   |
| Svédország | 2024     | 6        | 1   |
| Összesen   | Összesen | 24       | 1   |

## Sikerei, díjai
- Östersunds
  - Svéd kupa: 2016–17